# Sergentomyia hassani
Sergentomyia hassani är en tvåvingeart som beskrevs av Lewis 1978. Sergentomyia hassani ingår i släktet Sergentomyia och familjen fjärilsmyggor. Inga underarter finns listade i Catalogue of Life.